# Sjeme
Sjeme je nosilac života. Predstavlja mladu biljku u latentnom stanju, a obavijeno je sjemenom ljuskom i opskrbljeno rezervnim tvarima. Sjemenom nazivamo sve ono što se sjetvom povjerava tlu ili se u tu svrhu stavlja u promet. Ponekad se sjemenom nazivaju i plodovi (bukvica, kesten, orah). 

## Građa sjemena
Sjeme se sastoji od: embrija, endosperma i sjemene ljuske.
Endosperm i embrij ima sjeme svih vrsta četinjača, kao i sjeme mnogih vrsta listača (bazga, božikovina, jasen, lipa, platana, magnolija i dr.) 
Endosperma nema sjeme: bagrema, breze, hrasta, javora, johe, kestena, lijeske, oraha i dr. 
- Embrij ili klica razvija se iz oplođene oosfere, a smještena je u endospermu. Ako nema endosperma, embrij ispunjava čitavu unutrašnjost sjemenke.

Embrij se sastoji od: 
- kotiledona ( sjemenski listovi, supke) - služe da iz endosperma crpe hranu za razvoj embrija dok se ne stvore pravi listovi, a ako nema endosperma, kotiledoni služe i sami kao izvor hrane.
- plumule (sjemenski pup, vegetacijski vršak) - razvija se između stapki kotiledona. Plumula predstavlja ishodište za produženje stabljike (debalca). Ona stvara i prve prave listove, tkz. primarne listove.
- hipokotila (stručak) - nalazi se između ishodišta kotiledona i korijenčića. Iz njega i plumule nastaje biljčica koja nosi kotiledone i prave listove ili samo prve listove.
- radikula (sjemenski korjenčić) - smješten je na vršnom, ušiljenom dijelu hipokotila.
- endosperm - nalazi se unutar sjemene ljuske. Služi kotiledonima kao rezervoar hrane (ulje, škrob, bjelančevine, mineralne tvari), koja daje energiju potrebnu za klijanje embrija i početni razvoj biljčice.
- sjemena ljuska - razvija se iz integumenta. Osnovna zadaća je da štiti sjeme od nepovoljnih vanjskih utjecaja te da regulira komuniciranje sjemena s okolinom.

Na zrelom sjemenu mogu se vidjeti još i mikropila i hilum (pupak). Mikropila je mjesto na kojem puca sjemena ljuska kod klijanja, a hilum je mjesto na kojem je sjeme privršćeno za dršku.

## Tipovi sjemena
- Pravo sjeme - vadi se iz suhih plodova ili iz češera. Ovamo spada većina četinjača (jela, ariš, smreka, bor i dr.), te vrste sa suhim plodom, kao npr. mahunom (bagrem, gledičija itd.) ili tobolcem (topola, vrba itd.). Vađenje sjemena svodi se na sušenje češera, odnosno plodova, na suncu ili umjetnoj toplini, mlaćenjem, rešetanjem.
- Suhi plodovi - kod kojih je sjeme čvrsto obavijeno perikarpom (hrast lužnjak, pitomi kesten, jasen, brijest itd.). Sjeme se takvih vrsta uopće ne vadi, nego se čitav plod smatra za sjeme.
- Mesnati plodovi su oni koji imaju mesnato usplođe, kao (orah, šljiva, jabuka, kruška itd.). Sjeme iz ovih plodova odvaja se maceriranjem i ispiranjem mesnatog usplođa u vodi.

## Rađanje sjemenom
Plodonošenje ili rađanje plodom (sjemenom) zavisi o mnogim faktorima: o unutrašnjim (biološkim) svojstvima biljke (vrsta, starost, periodicitet uroda), o vanjskim uvjetima (klima, tlo) i o socijalnom položaju (gustoća sadnje, klasa). 
Većina vrsta drveća i grmlja rađa sjemenom u prilično redovitim intervalima vremena. Samo neke vrste rađaju punim ili gotovo punim urodom svake godine ili svake druge godine. Obično je između dva obilna uroda sjemena nekoliko slabih ili osrednjih uroda. Za vrijeme punoga uroda obično se dobije kvalitetnije sjeme.

## Vanjske poveznice
- Sjemenarstvo Hrvatska tehnička enciklopedija, portal hrvatske tehničke baštine. LZMK